# 야니나 코롤치크
야니나 디슬라보브나 코롤치크프로발린스카야(벨라루스어: Яніна Дзіславаўна Карольчык-Правалінская 야니나 지슬라바우나 카롤치크프라발린스카야, 러시아어: Яни́на Дисла́вовна Коро́льчик-Провалинская, 1976년 12월 26일 ~ )는 벨라루스의 육상 선수로 주 종목은 포환던지기이다. 시드니에서 열린 2000년 하계 올림픽에서 금메달을 획득했으며, 에드먼턴에서 열린 2001년 세계 육상 선수권 대회에서 금메달을 획득했다.
2003년 6월 독일에서 이뤄진 도핑 테스트에서 스테로이드의 일종인 클렌부테롤 양성 판정을 받았다. 이로 인해 2년 동안 선수 자격이 정지되는 징계를 받았고 2004년 하계 올림픽에 출전하지 못했다.

## 개인사
코롤치크는 벨라루스의 가수 블라디미르 프로발린스키와 결혼했다.